# Comité international des sciences historiques
Comité international des sciences historiques (CIHS) (ang. International Committee of Historical Sciences (ICHS) – międzynarodowe stowarzyszenie zrzeszające historyków z całego świata.

## Historia i działalność
Stowarzyszenie powstało 14 maja 1926 roku w Genewie. Co pięć lat organizuje Międzynarodowe Kongresy Nauk Historycznych. Organizacja składa się z narodowych komitetów historycznych (obecnie 51) oraz międzynarodowych organizacji zajmujących się różnymi dziedzinami nauki historycznej (obecnie 30). W skład Comité international des sciences historiques wchodzą też sekcje tematyczne. Na czele Comité stoi zarząd, koordynujący bieżącą działalność. Składa się on z przewodniczącego, dwóch wiceprzewodniczących, sekretarza generalnego, skarbnika i sześciu członków.
W latach 1980–1985 przewodniczącym Comité international des sciences historiques był Aleksander Gieysztor.

## Międzynarodowe Kongresy Nauk Historycznych
- I Haga 1898
- II Rzym 1903
- III Berlin 1908
- IV Londyn 1913
- V Bruksela 1923
- VI Oslo 1928
- VII Warszawa 1933
- VIII Zurych 1938
- IX Paryż 1950
- X Rzym 1955
- XI Sztokholm 1960
- XII Wiedeń 1965
- XIII Moskwa 1970
- XIV San Francisco 1975
- XV Bukareszt 1980
- XVI Stuttgart 1985
- XVII Madryt 1990
- XVIII Montreal 1995
- XIX Oslo 2000
- XX Sydney 2005
- XXI Amsterdam 2010
- XXII Szanghaj 2015
- XXIII Poznań 2020